# Ángel Gurría
José Ángel Gurría Treviño (Tampico, 8 maggio 1950) è un politico, diplomatico ed economista messicano.
Dal 1º giugno 2006 al 31 maggio 2021 è stato il Segretario Generale dell'OCSE.

## Biografia
Nato a Tampico, Tamaulipas, Gurría si è laureato in economia presso l'Università Nazionale Autonoma del Messico (UNAM), e ha continuato gli studi presso l'Università di Leeds nel Regno Unito e l'Università di Harvard negli Stati Uniti. Ha ricevuto lauree ad honorem dalle università di Valle de Mexico, Rey Juan Carlos University, European University of Leeds, Haifa, e Bratislava. È stato Ministro degli Esteri (1994-1997) e Ministro delle Finanze (1998-2000) nell'amministrazione retta da Ernesto Zedillo. Agli Affari Esteri si oppose allo Helms-Burton Act e, mentre serviva al Ministero del Tesoro, ristrutturò il debito pubblico. Ha anche negoziato l'Accordo nordamericano per il libero scambio (NAFTA) e richiesto gli aiuti ﬁnanziari durante la crisi del 1994. Gurría è anche stato presidente e Amministratore Delegato della Banca Nazionale dello Sviluppo del Messico (Naﬁn) e presidente e Amministratore Delegato della Banca del Commercio Estero (Bancomext). Dal 2003 al 2005 è stato presidente della Gruppo di Consiglio Esterno della Banca Interamericana di Sviluppo.
È stato l'architetto della stabilizzazione economica messicana, ottenuta parzialmente tagliando le spese di governo sei volte durante l'amministrazione Zedillo. Gli effetti del suo lavoro si sono percepiti durante il governo di Vicente Fox, il quale lo ha poi nominato per guidare l'OCSE nel Luglio 2005.
Gurría ha anche servito, dal 2010, come Commissario per la Broadband Commissione per lo Sviluppo Digitale, che promuove le tecnologie a banda larga come fattori chiave per lo sviluppo economico e sociale.
Gurría ha ricevuto diversi premi e decorazioni da più di 30 paesi, inclusi i titoli di Grand ofﬁcier de la Légion d'honneur e chevalier dans l'ordre du Mérite agricole, conferiti dal governo francese. Ha inoltre ricevuto una medaglia da parte del Senato francese e il Ridder Grootkruis in de Orde van Orange-Naussau, conferitogli dal governo olandese. Più recentemente, è stato insignito dal Presidente della Corea con la Medaglia Gwandwha per il Servizio Diplomatico, e ha anche ricevuto riconoscimento per la sua durevole contribuzione allo sviluppo della pubblica amministrazione in Messico con la Medalla al Mérito Administrativo Internacional Gustavo Martínez Cabanas, conferitagli dall'Instituto Nacional de Administración Pública (INAP). Nel 2007 Gurría è stato il primo a ricevere il Globalist of the Year Award del Consiglio Internazionale Canadese in onore dei suoi sforzi come cittadino globale di promuovere trans-nazionalismo, inclusività e coscienza globale.
Tra i premi da lui ricevuti si contano il Ben Gurion Leadership Award, il Premio Isidro Fabela da parte della Associazione Messicana di Studi Internazionali, il Premio Nueva Economía, la nomina a gran croce dell'Ordine di Bernardo O'Higgins e la Medalla Rectorial da parte dell'Università del Cile.[citazione necessaria]
Gurría parla sei lingue: spagnolo, francese, inglese, portoghese, italiano e tedesco.
Il 26 maggio 2015 le 34 nazioni appartenenti all'OCSE decisero di rinnovare il mandato di Gurría come Segretario Generale dell'Organizzazione per il periodo 2016-2021.